# François Valesque
François Valesque, né en 1706 et mort en 1791, est un notable lyonnais.

## Famille
François Valesque est issu d'une famille de la notabilité languedocienne à Poussan depuis la fin du XVIe siècle exerçant des charges locales. Il a épousé Jeanne Allezon avec qui il eut cinq fils. Acquis en 1775, le château de la Guerrière à Couzon-au-Mont-d'Or est une propriété familiale pendant trois générations.

## Formation
François Valesque est d’abord placé chez un contrôleur du bureau des Fermes à Agde jusqu'à l'âge de 16 ou 18 ans. Entre 1724 et 1726, il poursuit son apprentissage à Grenoble chez un trésorier des troupes puis chez un commissaire des guerres.

## Parcours professionnel
En 1728, il entre comme commis chez Étienne Allezon, marchand épicier lyonnais. En 1755 et jusqu'en 1759, il exerce la charge de recteur de l'Hôtel-Dieu de Lyon. À partir de 1758 et jusqu'en 1762, il exerce la fonction de directeur de commerce de la chambre de commerce. En parallèle de ces activités, il est nommé trésorier de l’Hôtel-Dieu en 1759. En 1762 et 1763, il exerce les fonctions d'échevin de Lyon et est anobli.

## Galerie

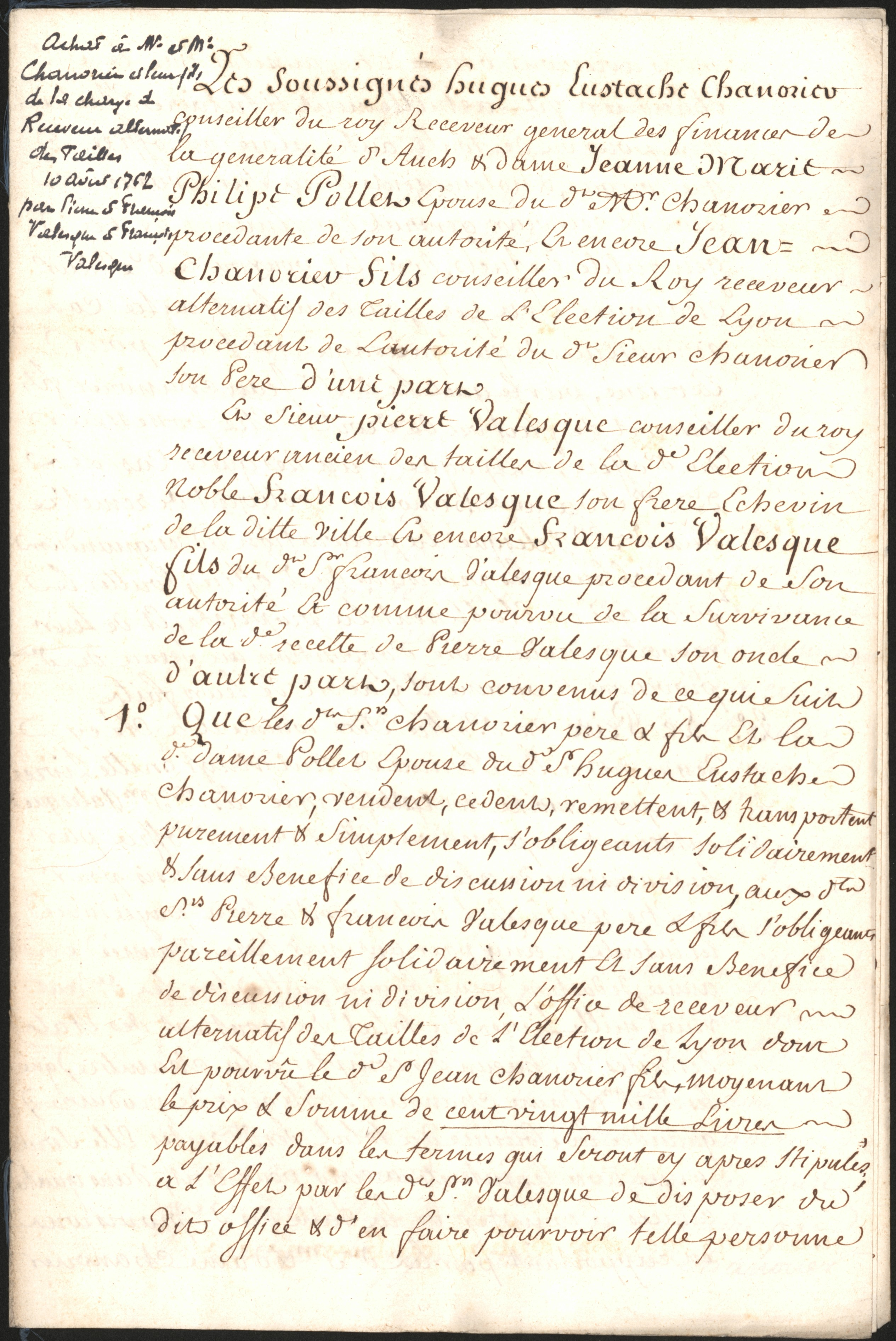
Achat d'une charge de receveur alternatif des tailles par Pierre et François Valesque, 1762
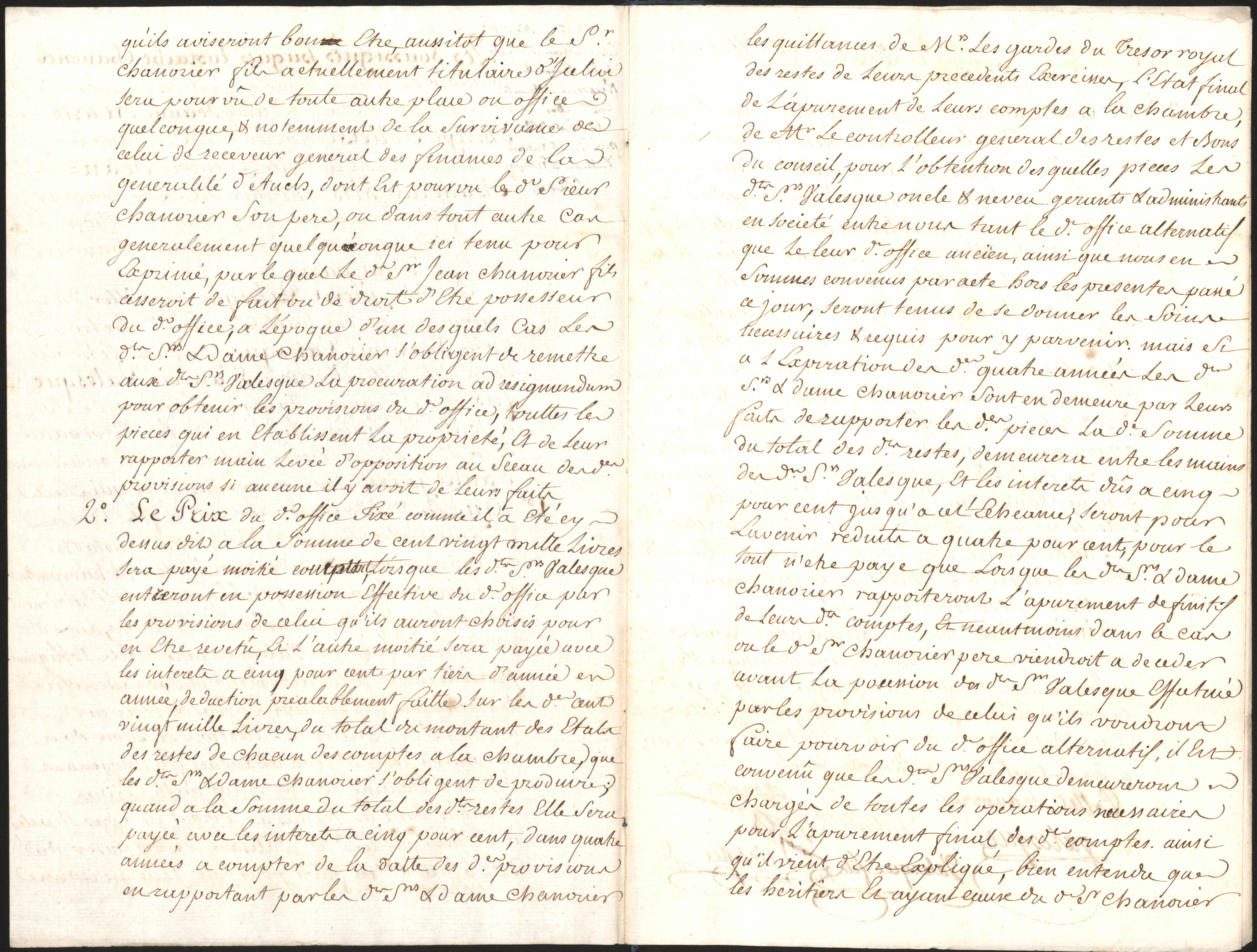
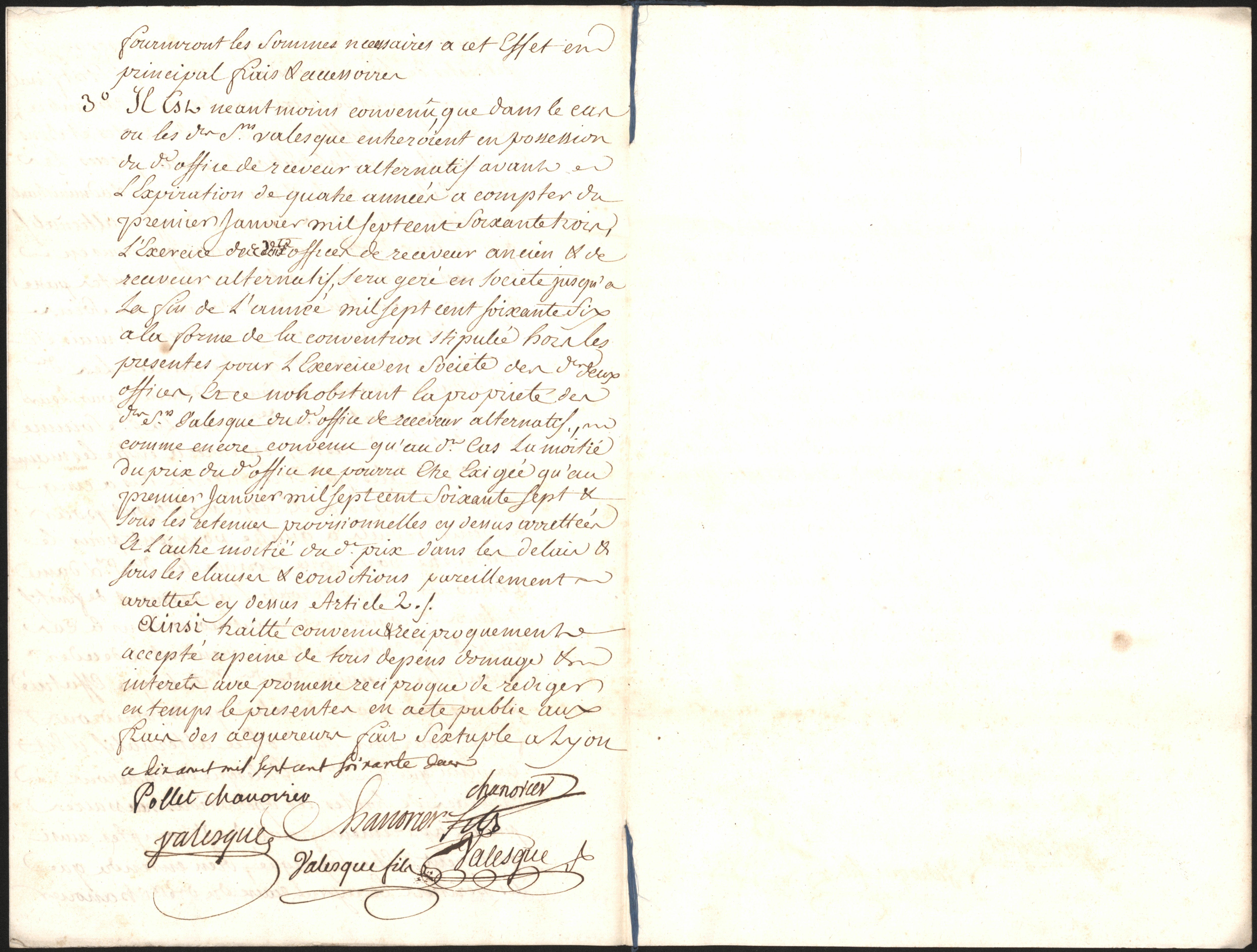
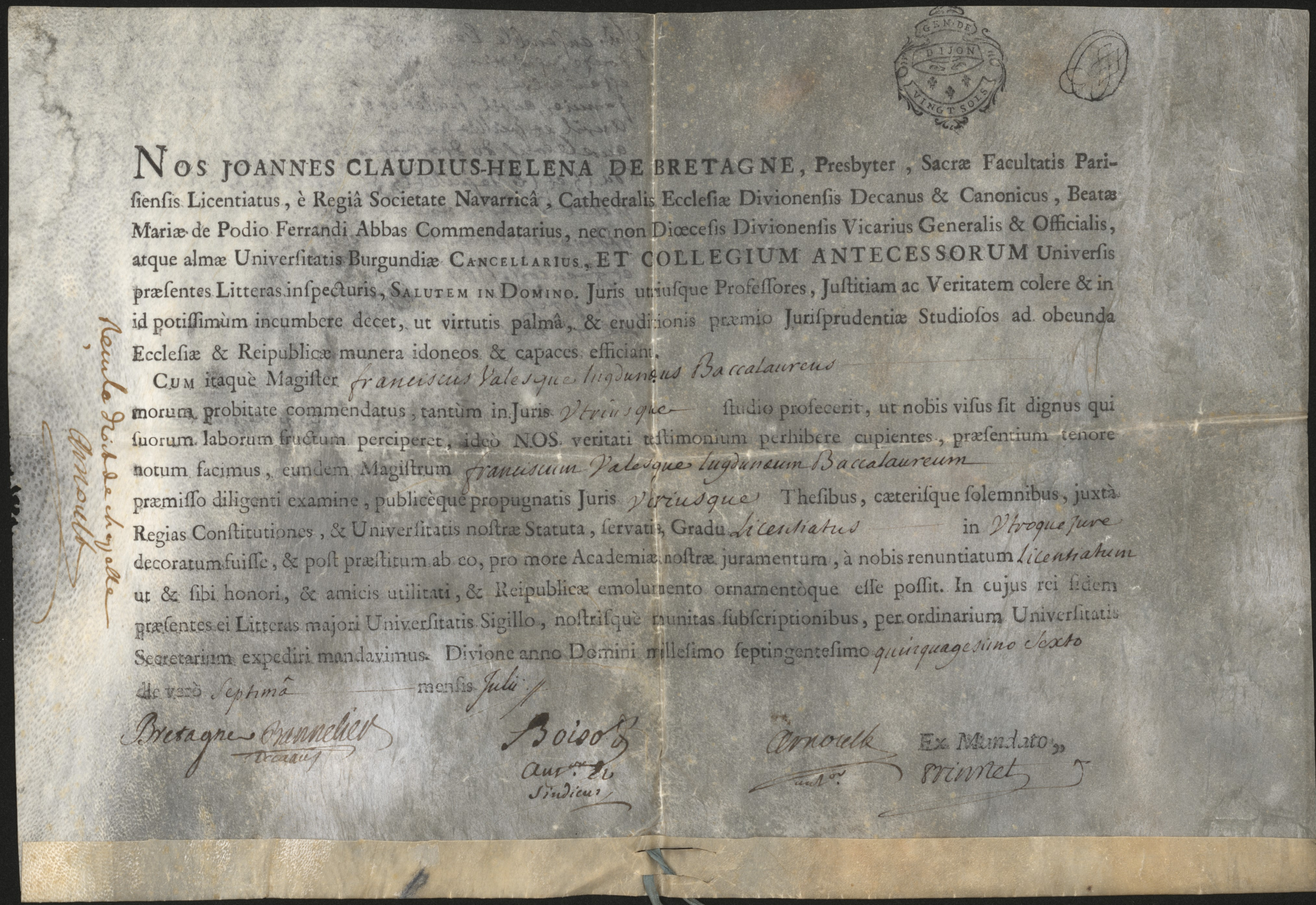
Attestation de réussite au baccalauréat de François Valesque, 1756